# Ненад Јовановић (фудбалер, 1988)
Ненад Јовановић (Београд, 12. маја 1988) српски је фудбалер који тренутно наступа за ОФК Београд.

## Трофеји, награде и признања
Шкендија
- Друга лига Македоније : 2009/10.[6]

Мачва Шабац
- Српска лига Запад : 2013/14.[7]
- Прва лига Србије: 2016/17.[8]